# Harissa (plat)
Pour la sauce tunisienne, voir Harissa.

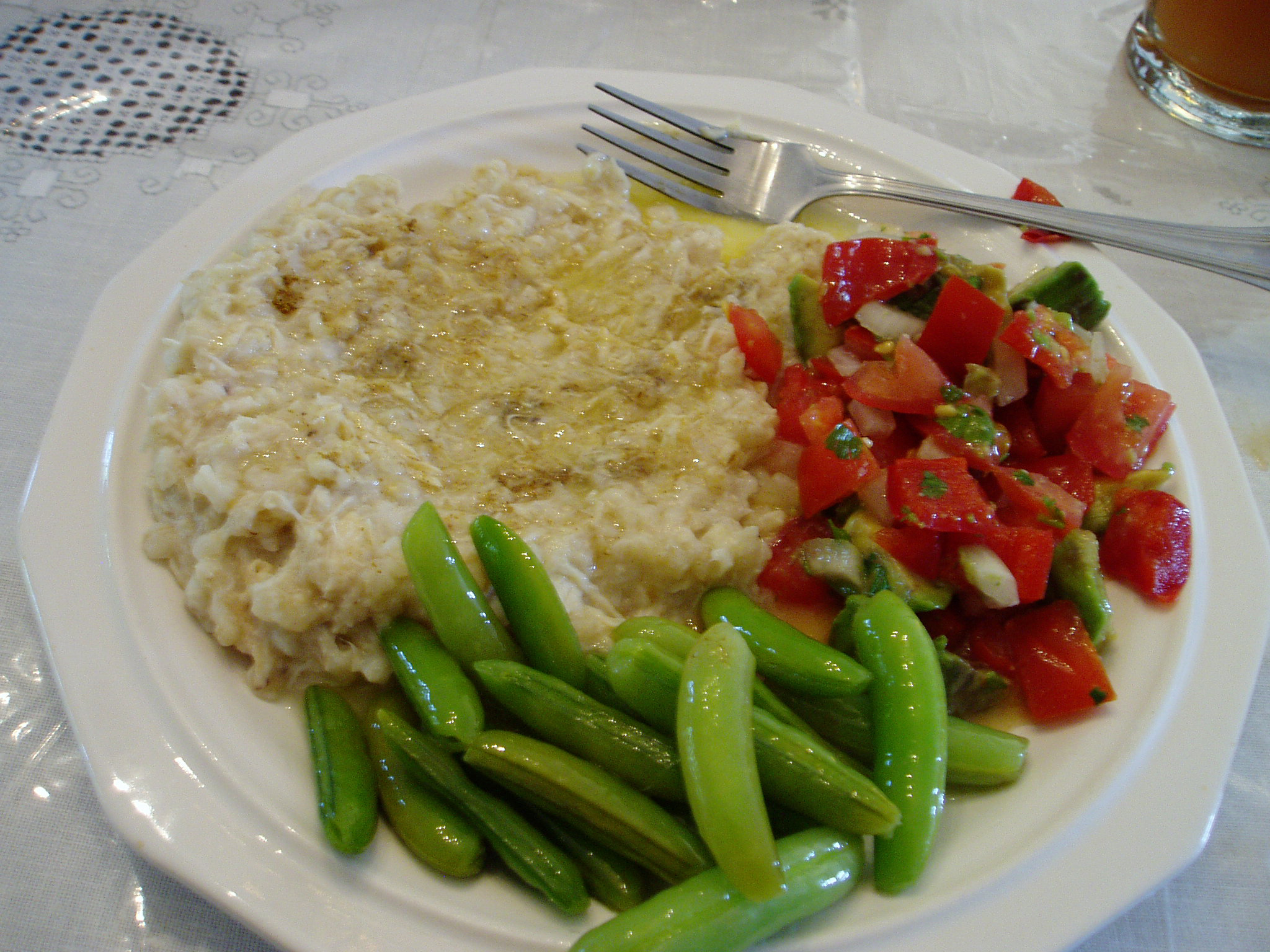
Harissa et légumes.

La harissa (en arménien Հարիսա) est un plat traditionnel arménien emblématique similaire à la kashkeg, une sorte de fondue à base de blé dur concassé battu avec de la viande de poulet.
Le plat a été transmis de génération en génération depuis des temps reculés. La harissa est traditionnellement servie le jour de Pâques. Il est toujours préparé par de nombreux Arméniens dans le monde et est considéré comme le plat national de l'Arménie.
Dans un sermon prononcé à son retour du congrès de Berlin, l'archevêque arménien Mkrtich Khrimian, qui avait dirigé la délégation représentant les Arméniens au congrès, utilise une marmite de harissa comme métaphore alternative à celle du gâteau de la négociation que se partagent les participants du congrès après la guerre russo-turque.